# The Shock Labyrinth
The Shock Labyrinth (戦慄迷宮) es una película de terror japonés del año 2009 dirigida por Takashi Shimizu, mismo director de las películas de Ju-on: The Grudge. A diferencia de las demás, esta es su primera película en 3D. La película combina el terror sobrenatural con lo psicológico. 
Takashi Shimizu, uno de los directores japoneses de terror más reconocidos; recordado por la saga de “La maldición”, obra que dio la vuelta al mundo, nos cuenta una historia igual de espeluznante que sus anteriores trabajos: Un grupo de adolescentes se reencuentran con una vieja amiga, a quien no veían diez años atrás. Su vida podría cambiar cuando ésta cae inconsciente y ellos la llevan al hospital, donde corren el riesgo de quedar atrapados dentro de un terrorífico laberinto del cual no existe escapatoria.

## Trama
Un grupo de niños entra a una inusual casa de los sustos, y algo extraño pasa… Años más tarde, cuando estos niños, ya convertidos en jóvenes, se reencuentran, un personaje del pasado reaparece, y por su causa tienen que adentrarse en un anómalo hospital, que resulta ser en realidad un laberinto donde no parece haber salida, y donde el pasado que creían haber dejado en el olvido, vuelve para atormentarlos. Se darán cuenta de que están atrapados en un lugar donde surgirán sus más profundos temores...
A través de una narración elíptica y fragmentada, que salta constantemente entre el pasado y el presente, vamos descubriendo gradualmente los eventos acaecidos 10 años atrás, y el rol que cada uno de estos jóvenes desempeñó en esa tragedia. En particular, resalta el de uno de ellos, cuya responsabilidad en lo ocurrido funge como el catalizador que desencadena los siniestros eventos que ahora experimentan.

## Reparto
- Yuya Yagira
- Ai Maeda
- Suzuki Matsuo
- Misako Renbutsu
- Ryo Katsuji
- Erina Mizuno
- Kumi Nakamura
- Takashi Yamanaka
- Chika Arakawa
- Hiraoka Takuma

## Acerca de la película
El terror oriental sigue un canon convencional, donde la presencia de muchachas de largas cabelleras emana de la tradición de clásicos del cine nipón de mujeres fantasmales, sólo que trasladada a los tiempos modernos. Resultó ser un filón que a pesar de algunas repeticiones sigue manteniéndose como un estilo de cine de género de terror con personalidad y atractivos para todo aquel que desee ver un cine honesto y lleno de ideas personales, muchas de ellas de tan profundamente japonesas extrañas para una mente occidental, y por ello no deja indiferente, para bien o para mal. Takashi Shimizu, que fue uno de los impulsores del denominado J-Horror que dejó a más de uno aterrorizado de por vida con su "Ju-on", vuelve en esta ocasión pero alejándose de la premisa de episodios, como era de esperar, para rodar una película más convencional.
Sí, es cierto, Shimizu con su último film no busca ni mucho menos repetir esquemas que tan buen resultados le dieron, pero la cuestión es que lo que sí busca es construir una nueva propuesta donde el terror y un forzado dramatismo que sale a relucir en los peores momentos den a luz otra criatura en una carrera que ha encontrado puntos de regeneración, incluso de autoparodia.

## Estreno
La película tuvo estreno el 17 de octubre de 2009 en Japón. En México, se estrenó directamente en DVD el 23 de septiembre de 2012 bajo el título El Laberinto del Terror, distribuida por Zima Entertainment.